# Чит (река)
Чит (англ. Cheat River) — река на востоке штата Западная Виргиния и юго-западе штата Пенсильвания, США. Правая составляющая реки Мононгахила, которая в свою очередь является притоком реки Огайо. Длина составляет 126 км; площадь бассейна — 3686 км². Средний расход воды в районе города Роулесбург — 110 м³/с.
Берёт начало в районе города Парсонс в виде слияния рек Шейверс-Форк и Блэк-Форк. Река Блэк-Форк в свою очередь берёт начало в виде слияния верховий Блэкуотер, Драй-Форк, Глейди-Форк и Лорел-Форк. От города Парсонс река Чит течёт преимущественно в северном направлении, протекая по территории округов Такер и Престон. Далее, к северу от города Олбрайт, река течёт через каньон реки Чит, принимая приток Биг-Сэнди-Крик, и выходит на территорию округа Мононгейлия. Здесь на реке располагается водохранилище Чит площадью около 700 га и длиной 21 км. Далее Чит протекает небольшой участок через юго-запад округа Файетт штата Пенсильвания. Впадает в реку Мононгахила в районе города Пойнт-Морион. Высота устья — 238 м над уровнем моря.